# Vlajka Lipecké oblasti

Vlajka Lipecké oblasti
Poměr stran: 2:3

Vlajka Lipecké oblasti, jedné z oblastí Ruské federace, je tvořena červeným listem o poměru stran 2:3 s uprostřed umístěnou žlutou lípou, stojící na jednom z pěti zelených kopců (3+2). Lípa zabírá 2/3 šířky a vršky 1/3 šířky listu. Půda dosahuje k dolnímu rohu a cípu.
Motiv vlajky reprodukuje figuru z oblastního znaku. Pět vršků představuje oblasti, z kterých byl subjekt vytvořen, oficiální popis symboliky však opomenul, původně uvedenou, Tambovskou oblast a pátý vrch s lípou představuje samotnou Lipeckou oblast.

## Historie
Lipecká oblast byla vytvořena 6. ledna 1954, sloučením rajónů čtyř oblastí: Kurské, Orelské, Rjazaňské a Voroněžské. V sovětské éře oblast neužívala žádnou vlajku. 20. února 2003 byl (usnesením 10. zasedání Rady poslanců Lipecké oblasti) přijat Zákon o znaku a vlajce Lipecké oblasti. Autory znaku byli Michail Ju. Medvěděv (Petrohrad), Konstantin F. Močenov (Chimki), Boris M. Šalněv (Lipeck), Jurij V. Koržik (Voroněž), Galina A. Tunik (Moskva) a R. I. Malaničev. Vlajka byla tvořena listem se třemi, vodorovnými pruhy: bílým, zeleným a oranžovým. Uprostřed, přes všechny pruhy, byl položen korunovaný štít ze znaku oblasti. Ačkoliv návrhy obou symbolů prošly konzultací s Heraldickou radou při úřadu prezidenta Ruské federace, gubernátor oblasti Oleg Petrovič Koroljov je vetoval a vrátil k dopracování poslancům.
Červená barva symbolizovala (dle návrhu autorů) statečnost vojáků, zelená úrodnost lipecké země. Pět vršků symbolizovalo oblasti, z jejichž části byla Lipecká oblast vytvořena: Orelskou, Rjazaňskou, Tambovskou, Tulskou a Voroněžskou (to však zřejmě neodpovídá historické skutečnosti).

Návrh vlajky Lipecké oblasti (2003) Poměr stran: 2:3

Na návrh komunistů byla poté barva listu vlajky změněna na červenou. Barva měla symbolizovat práci hutníků a strojařů, slévačů a energetiků. Barva lípy na vlajce (včetně kmene) byla (oproti předchozímu, odmítnutému, návrhu) změněna na žlutou a byly provedeny další drobné úpravy. Parlamentní komise nový návrh doporučila a Rada poslanců 10. července 2003 (usnesením č. 272-ps) schválila nový zákon č. 60-oz O znaku a vlajce Lipecké oblasti. 21. července tento zákon podepsal oblastní gubernátor Koroljov. Zákon nabyl účinnosti, zveřejněním v novinách Lipeckaja gazeta č. 151 (22029), 2. srpna 2003. Počet kopců na vlajce (i znaku) symbolizuje oblasti, z kterých byla oblast vytvořena – původně uvedená Tulská oblast byla nahrazena (dle skutečnosti) Kurskou oblastí, Tambovská oblast byla (také zřejmě správně) zcela opomenuta a pátý vrch s lípou představuje samotnou Lipeckou oblast.

## Vlajky městských okruhů a rajónů Lipecké oblasti
Lipecká oblast se člení na 2 města oblastního významu a 18 rajónů.
Města oblastního významu

Jelec Poměr stran: 2:3
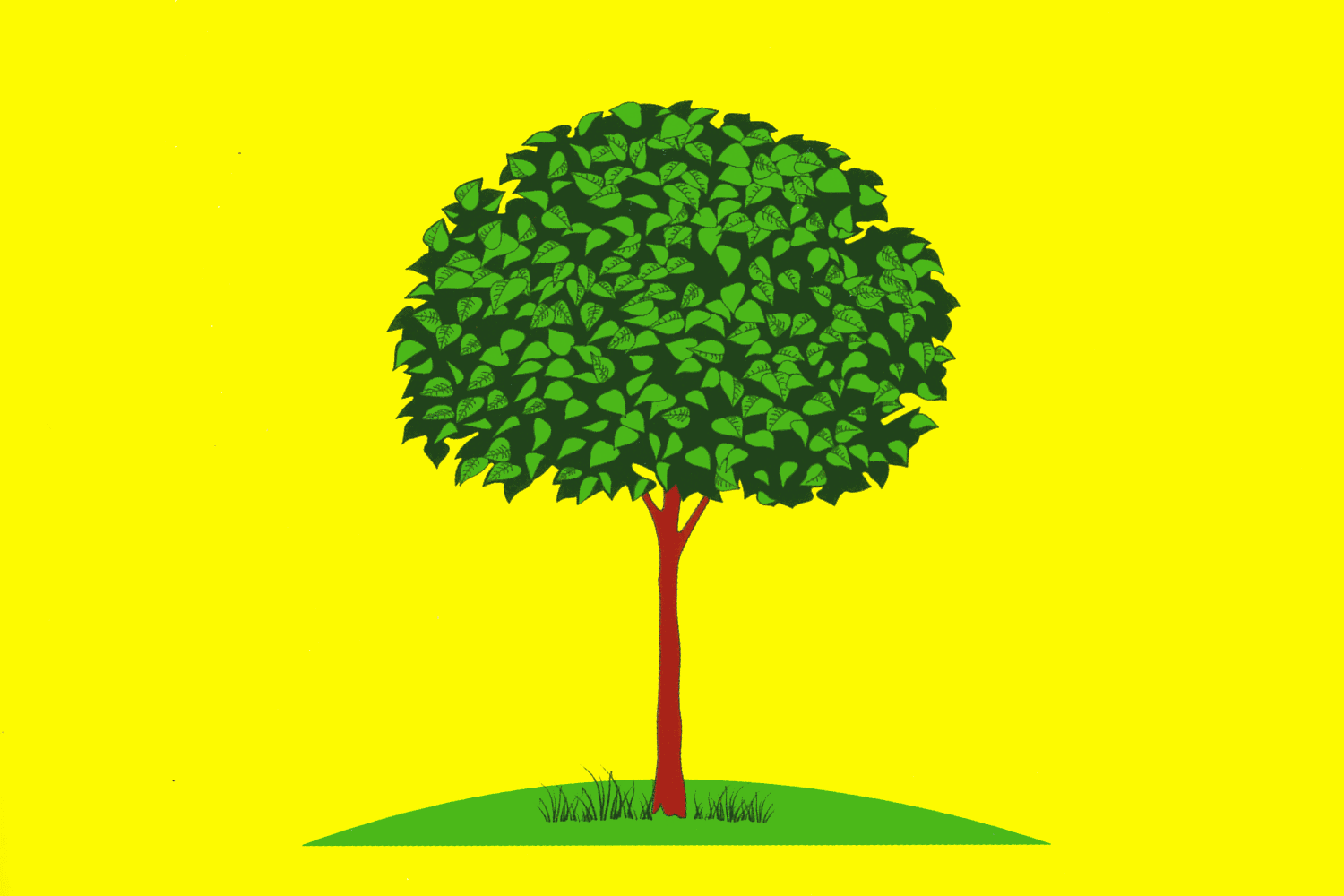
Lipeck Poměr stran: 2:3

Rajóny

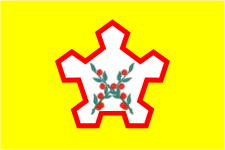
Čaplyginský rajón Poměr stran: 2:3
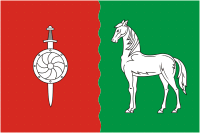
Dankovský rajón Poměr stran: 2:3
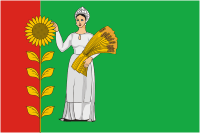
Dobrinský rajón Poměr stran: 2:3
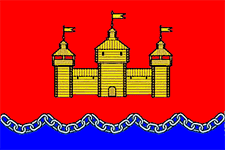
Dobrovský rajón Poměr stran: 2:3
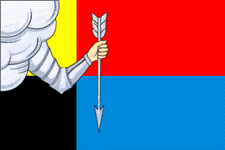
Dolgorukovsky rajón Poměr stran: 2:3
Grjazinský rajón Poměr stran: 2:3
Chlevenský rajón Poměr stran: 2:3
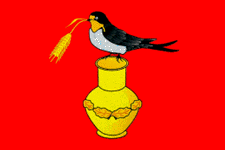
Izmalkovský rajón Poměr stran: 2:3
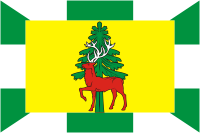
Jelecký rajón Poměr stran: 2:3
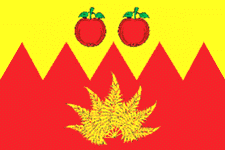
Krasninský rajón Poměr stran: 2:3
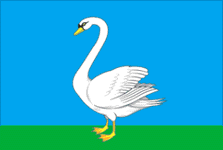
Lebedjanský rajón Poměr stran: 2:3
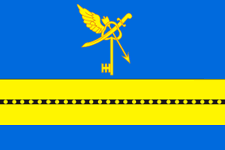
Lev-Tolstojský rajón Poměr stran: 2:3
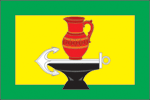
Lipecký rajón Poměr stran: 2:3
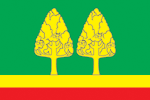
Stanovljanský rajón Poměr stran: 2:3
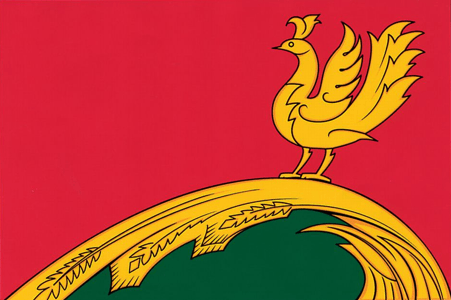
Terbunský rajón Poměr stran: 2:3
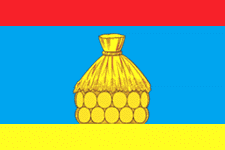
Usmanský rajón Poměr stran: 2:3
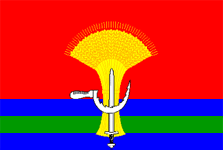
Volovský rajón Poměr stran: 2:3
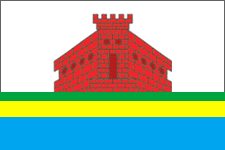
Zadonský rajón Poměr stran: 2:3